# Garudinia acornuta
Garudinia acornuta là một loài bướm đêm thuộc phân họ Arctiinae, họ Erebidae.